# 21408 Lyrahaas
A 21408 Lyrahaas (ideiglenes jelöléssel 1998 FZ64) a Naprendszer kisbolygóövében található aszteroida. A LINEAR projekt keretében fedezték fel 1998. március 20-án.